# نوتا روخا
نوتا روخا (ويقصد بها الأخبار أو الملاحظات الحمراء) هي أحد تصنيفات الصحف المشهورة في المكسيك مشابهة لعموم صحف الفضائح وإثارة الجدل لكنها تركز بشكل رئيسي على القصص المتعلقة بالعنف الجسدي والجرائم والحوادث والكوارث الطبيعية. من الأرجح أن أصل الاسم يعود إلى حقبة محاكم التفتيش المكسيكية؛ حيث كان يتم ختم أحكام الإعدام والعقوبات الأخرى باللون الأحمر، بحلول القرن التاسع عشر أصبح مصطلح (النوتا روخا) يستخدم لوصف الجرائم العنيفة وبالأخص جرائم القتل، ثم مع تطور قطاع الصحافة في ذلك القرن أصبحت الأخبار من هذا النوع تقدم قصصا طويلة ومفصلة قد تحتوي على رسوم توضيحية لوصف الحدث بصورة فنية بهدف إثارة القارئ واستفزاز مشاعره، استمرت الحاجة لإثارة مشاعر القراء في القرن العشرين لكن دخول التصوير الفوتوغرافي إلى عالم الصحافة غيّر كلاًّ من الرسوم التوضيحية ونصّ القصص؛ حيث أصبحت الصور وبالأخص ذات الطابع الدموي مسيطرة على صفحات النوتا روخا؛ جاعلة النص يتضائل شيئا فشيئا إلى حقائق صرفة وكلمات عنيفة. تكرس اليوم صحف بأكملها لقصص النوتا روخا بالإضافة إلى أنها تسللت إلى التلفاز أيضا، أثر هذا التصنيف على الكتابة والسينما في المكسيك بالإضافة إلى أنه تلقى انتقادات بترويج العنف والاستفادة منه تجاريا.

## تعريف
نوتا روخا تعني حرفيا "الملاحظة الحمراء" أو "الأخبارالحمراء" وهي نوع من أنواع الصحافة المثيرة للجدل أو الصحافة الصفراء تعرف بحصر تركيزها على القصص التي تتضمن العنف الجسدي الذي تنجم عنه عادة جرائم السرقة والقتل والحوادث المأساوية وأحكام السجن والإعدام، بالإضافة إلى ذلك فإنها تغطي الكوارث الطبيعية أيضا، إن الأخبار من هذا النوع تأتي بعدة أشكال كإعلانات من صفحة واحدة أو أقسام مخصصة في الصحف أو حتى صحف ومجلات وقنوات تلفزيونية بأكملها.
تستهدف قصص الأخبار من هذا النوع الطبقات الاجتماعية الدنيا بالأخص في المكسيك وأجزاء من أميركا اللاتينية. تركز النوتا روخا على الخسائر المادية والعاطفية للأحداث وتجمع بين التصوير الفوتوغرافي والسرد المثير مع كون الصور أشد وضوحا وحدة مما يعرض في إعلام الولايات المتحدة والعديد من الدول الأخرى، فتحتوي الصور على مناظر حساسة مثل رؤوس مقطوعة وجثث تطفو في الأنهار والمصافي وأشخاص تم دهسهم بالسيارات وعظام بشرية في المزارع والوديان وأشخاص تعرضوا للتعذيب من قبل عبدة الشيطان أو عصابات المخدرات، أما النصوص والعناوين فهي فجة ولا تظهر أي اهتمام بخصوصية الأشخاص الذين يتم تصويرهم؛ فتكتب العناوين الرئيسية لجذب الاهتمام وغالبا ما تحتوي على عنصري المبالغة والميلودراما وتطبع بألوان براقة ومتباينة. إن طريقة سرد النوتا روخا الحديثة بسيطة ومختصرة وبدون تعليق على معنى الحدث.

## التاريخ

### الأصل
يعود أصل هذا النوع من الأخبار إلى "tecpuyutl" (اي المنادون في بلاد الآزتك للنبلاء) وإلى أدب الكورديل في إسبانيا في القرن السادس عشر لكن الاسم على الأرجح مرتبط بمحاكم التفتيش المكسيكية حيث كان  المفتشون يصدرون عقوبات وحشية وعقوبات تنفذ في العلن وكانت الإعلانات والمراسيم بهذه العقوبات تنشر في شوارع وساحات إسبانيا الجديدة مع وجود أختام حمراء عليها "نوتاس روخاس بالإسبانية" للإشارة إلى موافقة السلطات الكنسية.

### القرن التاسع عشر
بحلول القرن التاسع عشر أصبح مصطلح "نوتا روخا" يشير إلى الجرائم العنيفة وبالأخص جرائم القتل التي وقعت في مطلع القرن التاسع عشر. وفقا للأسطورة فقد بدأت إحدى صحف غوادالاخارا بطباعة العناوين الرئيسية لهذه القصص باللون الأحمر في عام 1889 للدلالة على أن القصة تدور حول جريمة قتل ولكي تثير الرعب في نفوس القراء المحتملين.
أدى تطور الصحف التجارية في القرن التاسع عشر إلى ظهور أقسام مخصصة لقصص العنف التي كانت  شائعة الحدوث في المكسيك في خضم الحروب المختلفة وانعدام الاستقرار السياسي إلى جانب زيادة الجريمة. تطورت هذه القصص إلى نصوص طويلة ذات سرد درامي مع أوصاف دقيقة ورسومات توضيحية بالإضافة إلى تحليل نفسي لشخصية المعتدي، كلما زادت القصص إثارة وحساسية أضيفت إليها صور مرسومة يدويا ولم يكن الهدف من إضافة هذه الرسومات وصف الحدث وتداعياته بصورة دقيقة؛ إنما نقله بصورة فنية تراجيدية التي تكون عادة على شكل صور خطية حسب تسلسل الأحداث. كان القارئ مدعواً لتخيل بقية المشهد، كما سعت الرسومات أيضاً إلى التوافق مع الأعراف الاجتماعية مثل حشمة النساء.
نشرت واحدة من أشهر صفحات النوتا روخا المنفردة عام 1899 من قبل أنطونيو فانيغاس أرويو وبيعت في الطرقات مع نداءات تقول "أخبار مثيرة وفظيعة! ألقت شابة بنفسها من برج الكاتدرائية!". تُنسب الرسمة الموجودة في هذه الورقة إلى خوسيه غوادالوبي بوسادا، كانت الرسمة تظهر امراة تسقط من البرج لكن فستانها لم يتغير موضعه كما لو أنها كانت واقفة وليس كما هو متوقع عند السقوط.

### منذ القرن العشرين وحتى الآن
يعود أول ظهور للصور الفوتوغرافية في الصحف المكسيكية إلى حوالي عام 1900 وقد غيّر هذا الحدث كيفية رسم وإيضاح قصص النوتا روخا؛ نظرا لطبيعة الصور الفوتوغرافية فهي أكثر واقعية وموضوعية وتميل إلى مواجهة الناظر بعنف المشهد، قبل ظهور الكاميرات في الهواتف المحمولة فقد كان التصوير يقتصر في معظم الأحيان على نتائج الأحداث حينما يستطيع المراسلون الوصول إلى الموقع، إضافة إلى ذلك فإن الطبيعة التصويرية الدقيقة للصور حفزت شهية القراء لها، في الأصل كانت هناك محاولات لإضفاء طابع درامي لصور مسارح الجرائم من خلال التلاعب بزوايا التصوير واستخدام الضوء وما إلى ذلك (يعتبر التصوير الفوتوغرافي لإنريكي ميتينيدس مثالًا جيدًا على ذلك) ولكن منذ الأربعينيات إلى الستينيات من القرن الماضي كان تركيز التصوير الفوتوغرافي يميل نحو الصور الدموية ذات التفاصيل الواضحة.
أدى الطلب المستمر على الصور والقصص التفصيلية والوحشية إلى تغيير طريقة عرض قصص النوتا روخا في القرن العشرين؛ حيث أصبحت الصور الفوتوغرافية الآن تهيمن على هذا النوع من الأخبار وتستخدم عادة الصور التي تحتوي على قدر كبير من الدموية مع عدم وجود مشاعر يمكن استحضارها سوى الإثارة، قد تم اختصار النص إلى الحد الأدنى حتى أن العناوين الرئيسية أصبحت تبنى للتركيز على العنف وبحلول ستينات القرن العشرين اتسمت النوتا روخا في العموم باستخدام الضمائر الإنكليتيكية التي حوّلت التركيز إلى الأفعال لا على الفاعل. أحد  الأمثلة على هذه النقطة من "ألارما" وهي تعتبر مجلة نوتا روخا نموذجية؛ حيث كان العنوان لإحدى القصص "اُختُطِفت واغتُصِبَت وقُتِلت" وبحلول السبعينيات كانت معظم الجرائم التي تم الإبلاغ عنها لهذه الأقسام جرائم ذات أسباب عاطفية.
بحلول سبعينيات القرن العشرين كانت هناك صحف مخصصة بأكملها لقصص النوتا روخا؛ منها "ألارما" و"لا برينسا" وقد كان لهما شعبية كبيرة حتى أنه قد تم بيعهما في الولايات المتحدة. لا تزال قصص النوتا روخا الحديثة تركز على الجانب الدموي لكنها انتقلت أيضًا إلى القصص المتعلقة بالجريمة المنظمة وخاصة الاتجار بالمخدرات.
بحلول التسعينيات انتقلت قصص النوتا روخا إلى التلفاز وكان سابقة لهذا النوع من البرامج التلفزيونية هو برنامج يدعى "موخير، كاسو دي لا فيدا ريال" الذي قد تم بثه على الهواء لأكثر من 10 سنوات ويتناول في الغالب قضايا العنف المنزلي، كان من أوائل البرامج التلفزيونية التي تتناول قصصا من هذا النوع هما "هارد كوبي" و"أكوريو آسي" وكلاهما تم إنتاجه في الولايات المتحدة، تبعهما العديد من البرامج الأخرى مثل "بريمير إمباكتو" و"أسانقري فريا" و"ديتراس ديل فيديو" و"إكسبيدينتي" و"كامراي ديليتو" و"سيوداد ديسنودا". أصبحت هذه البرامج جزءًا من الثقافة الشعبية مما جذب انتباه المسؤولين الحكوميين الذين اتهموا هذه البرامج بالترويج للعنف وتسويقه تجاريًا مما جعله يبدو أكثر شيوعًا مما هو عليه بالفعل.

## التأثير
على الرغم من أن صحافة النوتا روجا يُنظر إليها باستياء إلا أنها تحظى بشعبية كبيرة ولها تأثير على قرائها؛ لأنها تعكس حالة المجتمع في تقاريرها. تحتوي العديد من الصحف في أقل تقدير على بعض عناصر النوتا روجا لأنها ضرورية لتعزيز التواجد في السوق.
كان للنوتا روخا تأثير على الفن والأدب المكسيكي فقد ذكر الكاتب خورخي إيبارغوينغويتيا أنه كان يقرأ النوتا روخا باستمرار لشعوره بأنها تعكس أخلاق الناس في هذا العصر بصورة مباشرة للغاية وتقدم قصص أشخاصٍ عاديين قد لا يظهرون عادةً في الصحف المعتبرة، كما وقد زودت النوتا روخا الروائيين وغيرهم من الكتاب بالإلهام، مثل الكاتب النيكاراغوي سيرجيو راميريز حيث قام باستخدام هذه القصص لاستكشاف الحالة الإنسانية في العالم الحديث، بالإضافة إلى ذلك فقد صرح الصحفي كارلوس مونسيفايس بأن النوتا روخا قد حوّلت "أعتى الجرائم إلى أعمال فنية وحكايات أشبه بالخيال تقص أفعالا دموية على البالغين" وقد أثرت أيضا على السينما المكسيكية - خصوصا بعد عام 1950- حيث غدت صناعة الأفلام أكثر تجارية من ذي قبل ومن ضمن الدلائل على ذلك بدء مشهد من العنف غالبا في المناطق التي يظهر عليها الانحطاط البشري.
تعرض تصنيف النوتا روخا للإنتقاد بشدة بالذات من قبل السياسيين الذين اتهموه بجعل الجرائم العنيفة - خاصة المتعلقة بتجارة المخدرات - أسوأ مما كانت عليه وقد طُلب من الصحف تخفيف التغطية عنها. مع ذلك فقد أثبتت دراسة أجريت في مدينة بويبلا أنه بالرغم من أن الغالبية قرأوا النوتا روخا بدافع الفضول المحض إلا أن أكثرهم قالوا أنها قد أثارت في المقام الأول مشاعر الحزن أو الاشمئزاز أو الغضب وليس الرغبة في تقليد ما رأوه.

## صحفيّو النوتا روخا
أحد الكتاب البارزين في  صحف النوتا روخا هو إدواردو مونتيفيردي الذي لم يكتب مثل هذه القصص للصحف في المكسيك فحسب؛ بل كان له روايات وكتابات أخرى مقتبسة عنها. منذ أن بدأ حياته المهنية في عام 1969 فقد قام بتغطية أكثر من 500 قضية على مدى أكثر من خمسة وعشرين عامًا لصالح  صحيفتي "لا برينسا"و"إل فينانسييرو".
إنريكي ميتينيدس هو مصور فوتوغرافي بارز في مجال صحف النوتا روخا وامتدت حياته المهنية لنحو خمسين عامًا حيث بدأ كمساعد غير مدفوع الأجر عندما كان عمره 13 عامًا فقط، بدأ بالتقاط صور لحوادث السيارات أمام محل والده في حي سان كوزمي في مدينة مكسيكو سيتي واستمر في العمل لدى صحيفة لا برينسا حتى تقاعده، في الآونة الأخيرة حظيت أعماله بالتقدير لمزاياها وقيمتها الفنية حيث أصبحت تعرض في المعارض الفنية في المكسيك والولايات المتحدة الأمريكية وأوروبا.